# MS Rigel
El MS Rigel fue un barco noruego de 2 828 toneladas construido en Dinamarca en 1924. En 1940 fue requisado por Alemania para el transporte de prisioneros de guerra. El 27 de noviembre de 1944 fue atacado en la costa Noruega, al sur del puerto Sandnessjøen, por aviones británicos procedentes del portaviones Implacable, resultando hundido en la posición 65°50′N 12°21′E / 65.833, 12.350. En la acción fallecieron 2 571 personas, la mayoría prisioneros soviéticos. Solo hubo 267 supervivientes.